# Рондонополіс (мікрорегіон)

Рондонополіс на карті штату Мату-Гросу

Рондонополіс (порт. Microrregião de Rondonópolis) — мікрорегіон в Бразилії, входить в штат Мату-Гросу. Складова частина мезорегіону Південний схід штату Мату-Гросу. Населення становить 250 598 чоловік на 2006 рік. Займає площу 23 854,413 км². Густота населення — 10,5 чол./км².

## Склад мікрорегіону
До складу мікрорегіону включені наступні муніципалітети:
1. Дон-Акіну
2. Ітікіра
3. Жасіара
4. Жусімейра
5. Педра-Прета
6. Рондонополіс
7. Сан-Жозе-ду-Пову
8. Сан-Педру-да-Сіпа

| Бразилія | Це незавершена стаття з географії Бразилії. Ви можете допомогти проєкту, виправивши або дописавши її. |